# Katharine Montagu
Katharine Montagu fue una científica británica, la primera investigadora en identificar la dopamina en cerebros humanos. Trabajando para el laboratorio de Hans Weil-Malherbe del hospital Runwell en las afueras de Londres identificó la presencia de dopamina en papel cromatográfico en el cerebro de varias especies, incluyendo uno humano. Su investigación fue publicada en agosto de 1957, confirmada por Hans Weil-Malherbe en noviembre de 1957.
Arvid Carlsson, ganador de un premio Nobel es considerado el primer investigador en identificar dopamina en cerebros humanos, pero su investigación fue publicada en noviembre de 1957 junto con sus colegas Margit Linsqvist y Tor Magnusson.